# الوكالة الوطنية لتقنين المواصلات (المغرب)
الوكالة الوطنية لتقنين المواصلات (بالفرنسية: Agence nationale de réglementation des télécommunications) (اختصارًا: ANRT) هي مؤسسة مغربية عمومية تهتم بتنظيم وتقنين قطاع الاتصالات بالمغرب. تم إحداثها تحت وصاية رئيس الحكومة وتتمتع بشخصية اعتبارية واستقلال مالي.

## التاريخ
أحدثت الوكالة الوطنية لتقنين المواصلات في فبراير 1998 طبقا للقانون رقم 96-24 الصادر بتنفيذه الظهير الشريف رقم 1-97-162 بتاريخ 2 ربيع الثاني 1418 هـ الموافق ل 7 أغسطس 1997 المتعلق بإعادة هيكلة قطاع البريد والاتصالات بالمغرب، كما تم تغييره وتتميمه بمقتضى القانون رقم 55-01، الذي رسم الخطوط العامة لإعادة تنظيم القطاع.

## المهام
من بين مهام الوكالة مايلي:
- تهيئة الظروف الملائمة لضمان منافسة عادلة والسهر على استمراريتها.
- المساهمة في تطوير الإطار القانوني والتنظيمي من أجل تنمية متناغمة للقطاع؛
- إدارة بعض الموارد الشحيحة نيابة عن الدولة في المجال العام؛
- دعم تطوير القطاع من خلال التكوين وتشجيع البحوث؛
- المساهمة في ديناميات التقدم والتنمية للبلاد من خلال مساهمة مواطنيها.

## الهواتف النقالة بالمغرب
ظهرت الهواتف المحمولة في المغرب مع إعادة هيكلة وتنظيم القطاع بدءا من سنوات 1990، أما اليوم فتتوفر البلاد على ثلاث شركات تقدم خدمات الهاتف النقال، ويتعلق الأمر بشركة اتصالات المغرب وأورنج المغرب إنوي.
| الصف | المزود         | التكنولوجيا | المشتركين (بالمليون) | حصة السوق بالنسبة المئوية(%) | المالك                                            |
| ---- | -------------- | ----------- | -------------------- | ---------------------------- | ------------------------------------------------- |
| 1    | اتصالات المغرب | HSDPA، GSM  | 17,126               | 46,85                        | الدولة المغربية وفيفاندي                          |
| 2    | أورنج المغرب   | HSDPA، GSM  | 12,035               | 32,92                        | فينانس كوم وصندوق الإيداع والتدبير وفرانس تيليكوم |
| 2    | إنوي           | EDGE، GSM   | 7,393                | 20,23                        | الشركة الوطنية للاستثمار ومجموعة زين              |

## الأنترنت
إلى غاية 31 ديسمبر 2011 بلغ عدد المشتركين في خدمة الأنترنت بالمغرب حوالي 3182116 مشترك باعتبار جميع أنواع الإتصال.
وعلى مستوى سوق خط الإشتراك الرقمي غير المتماثل ADSL فقد ظلت اتصالات المغرب المسيطر الوحيد على السوق بنسبة 99,87 % من المشتركين (589678)، فمنذ يناير 2008 تقرر إعادة توزيع البنية التحتية لخدمات الاتصالات السلكية الثابتة التابعة للمتعهد التاريخي اتصالات المغرب وإتاحة استغلالها من طرف الفاعلين الجدد أورنج المغرب وإنوي لكن هذا لم يحقق التنافسية المرجوة، ليستمر احتكار اتصالات المغرب.
وعلى مستوى سوق الجيل الثالث 3G فهناك 2590534 زبون، وحصص السوق موزعة على الشكل التالي:
| الترتيب | المزود         | نوع الشبكة | حصة السوق % |
| ------- | -------------- | ---------- | ----------- |
| 1       | اتصالات المغرب | HSDPA      | 42,53       |
| 2       | أورنج المغرب   | HSDPA      | 34,99       |
| 3       | إنوي           | CDMA EV-DO | 22,48       |

## وصلات خارجية
- الموقع الرسمي